# Hello, I Must Be Going
Hello, I Must Be Going! е вторият албум на Фил Колинс, пуснат е в продажба през 1982. Заглавието на албума е същото като песента на Братя Маркс от филма Animal Crackers.

## Песни
1. I Don't Care Anymore
2. I Cannot Believe It's True
3. Like China
4. Do You Know, Do You Care?
5. You Can't Hurry Love
6. It Don't Matter To Me
7. Thru These Walls
8. Don't Let Him Steal Your Heart Away
9. The West Side
10. Why Can't It Wait Til' Morning?